# Iguana Kits
Iguana Kits és una empresa carrossera valenciana dedicada a la transformació i comercialització de models d'automòbil diversos, els quals reconverteix a un format i estètica "retro". Fundada el 1998 per Santiago Bethencourt, té la seu a València i distribueix els seus productes des de l'any 2000. Iguana Kits comercialitza vehicles amb diversos tipus de carrosseries (sedan, camioneta, coupé i convertible), fabricades en resina de polièster i recobertes en alguns casos amb fusta. L'empresa ven tant els cotxes ja modificats com els kits per a modificar-se'ls un mateix.
Santiago Bethencourt es dedicava a la restauració d'automòbils clàssics i a causa de l'admiració que sentia pel Renault 4 decidí de preparar aquest model amb l'estètica típica dels cotxes de la dècada de 1950. Per aquesta raó, els vehicles d'Iguana Kits es basen principalment en xassissos de Renault 4, per bé que l'empresa treballa també amb antics models pick-up de Nissan.